# 小野裕二
小野 裕二（おの ゆうじ、1992年12月22日 - ）は、神奈川県横須賀市出身のプロサッカー選手。Jリーグ・アルビレックス新潟所属。ポジションはフォワード、ミッドフィールダー。
実兄の小野悠斗もプロサッカー選手。

## 来歴

### プロ入り前
城北ファイターズから横浜F・マリノスの下部組織へ移り、ユースでプレーする。U-17サッカー日本代表に落選した2009年の高円宮杯全日本ユースでトップ下として出場し、磐田ユースとの決勝戦ではハットトリックに2アシストという大活躍を見せた。2010年には兄が背負った背番号10を受け継ぎ、1トップのポジションでプレーをするようになる。

### 横浜F・マリノス
2010年7月にトップチームへ2種登録され、同17日、第13節サンフレッチェ広島戦にて途中出場ながら公式戦初出場を果たした。当時の背番号は40だった。翌節のガンバ大阪戦で初先発となると天野貴史のロスタイム決勝点をアシストする活躍を見せ、勝利に貢献した。この活躍によりコンスタントに試合に出場するようになり、2010年シーズンは17試合に出場し、リーグ3得点、天皇杯2得点という結果を残した。
2011年より、トップチームへ昇格。高卒新人ながら背番号10を背負うこととなった。

### スタンダール・リエージュ
2013年1月、川島永嗣や永井謙佑が所属するベルギー・ジュピラーリーグのスタンダール・リエージュに4年契約で完全移籍した。1月25日、リーグ第24節KVコルトレイク戦で移籍後初出場を果たした。2013年7月、左膝靱帯断裂により負傷離脱。当初は復帰までに6カ月と報道されたが、その後の公式戦出場はないままシーズンを終えた。2014年8月、UEFAチャンピオンズリーグ予選プレーオフ第2戦ゼニト・サンクトペテルブルク戦に後半13分から途中出場し、およそ1年ぶりに復帰。9月のベルギーカップ6回戦KSKヘイスト戦で移籍後初得点を決めると、12月のスポルティング・ロケレン戦でリーグ戦初得点を決めた。

### シント＝トロイデンVV
2015年7月20日、ベルギー・ジュピラーリーグのシント＝トロイデンVVに移籍した。15-16シーズンは26試合に出場。16-17シーズンは顎の骨折等で離脱し6試合の出場に留まり、2017年1月15日、選手とクラブ双方合意による契約解除が発表された。

### サガン鳥栖
2017年よりサガン鳥栖に加入した。5年振りにJリーグでプレーする。4月8日、第6節のアルビレックス新潟戦で移籍後初得点を決めた。

### ガンバ大阪
2020年1月6日、ガンバ大阪に完全移籍加入した。7月26日、第7節のヴィッセル神戸戦で移籍後初得点を決めた。9月2日に行われた練習中に右膝前十字靭帯損傷を負い、長期離脱を余儀なくされる。
2021年は怪我による離脱や復帰を繰り返すこととなった。

### サガン鳥栖復帰
2022年、サガン鳥栖に完全移籍で復帰した。2023年6月24日、第18節の湘南ベルマーレ戦では、プロ初のハットトリックを記録した。

### アルビレックス新潟
2024年、アルビレックス新潟に完全移籍した。同年3月9日のホーム開幕戦となる名古屋戦で初先発、初出場したが、その後の練習中に右脚を負傷。全体練習から離れたが、同年4月20日、京都戦で途中交代ながら試合に復帰した。

## プレースタイル
高い敏捷性とコンタクトスキルを持っている。

## 所属クラブ
- 城北ファイターズ（横須賀市立城北小学校）
- 2005年 - 2007年 横浜F・マリノスジュニアユース追浜（横須賀市立衣笠中学校）
- 2008年 - 2010年 横浜F・マリノスユース（神奈川県立逗葉高等学校）
  - 2010年7月 - 同年12月 横浜F・マリノス（2種登録選手）
- 2011年 - 2012年 横浜F・マリノス
- 2013年1月 - 2015年7月 スタンダール・リエージュ
- 2015年7月 - 2016年 シント＝トロイデンVV
- 2017年 - 2019年 サガン鳥栖
- 2020年 - 2021年 ガンバ大阪
- 2022年 - 2023年 サガン鳥栖
- 2024年 - アルビレックス新潟

## 個人成績
| 国内大会個人成績 | 国内大会個人成績   | 国内大会個人成績 | 国内大会個人成績 | 国内大会個人成績 | 国内大会個人成績 | 国内大会個人成績 | 国内大会個人成績 | 国内大会個人成績 | 国内大会個人成績 | 国内大会個人成績 | 国内大会個人成績 |
| 年度             | クラブ             | 背番号           | リーグ           | リーグ戦         | リーグ戦         | リーグ杯         | リーグ杯         | オープン杯       | オープン杯       | 期間通算         | 期間通算         |
| 年度             | クラブ             | 背番号           | リーグ           | 出場             | 得点             | 出場             | 得点             | 出場             | 得点             | 出場             | 得点             |
| 日本             | 日本               | 日本             | 日本             | リーグ戦         | リーグ戦         | リーグ杯         | リーグ杯         | 天皇杯           | 天皇杯           | 期間通算         | 期間通算         |
| ---------------- | ------------------ | ---------------- | ---------------- | ---------------- | ---------------- | ---------------- | ---------------- | ---------------- | ---------------- | ---------------- | ---------------- |
| 2010             | 横浜FM             | 40               | J1               | 17               | 3                | 0                | 0                | 3                | 2                | 20               | 5                |
| 2011             | 横浜FM             | 10               | J1               | 29               | 4                | 4                | 0                | 5                | 3                | 38               | 7                |
| 2012             | 横浜FM             | 10               | J1               | 33               | 2                | 6                | 1                | 5                | 1                | 44               | 4                |
| ベルギー         | ベルギー           | ベルギー         | ベルギー         | リーグ戦         | リーグ戦         | リーグ杯         | リーグ杯         | ベルギー杯       | ベルギー杯       | 期間通算         | 期間通算         |
| 2012-13          | リエージュ         | 14               | ジュピラー       | 3                | 0                | -                | -                | -                | -                | 3                | 0                |
| 2013-14          | リエージュ         | 14               | ジュピラー       | 0                | 0                | -                | -                | 0                | 0                | 0                | 0                |
| 2014-15          | リエージュ         | 14               | ジュピラー       | 16               | 1                | -                | -                | 2                | 1                | 18               | 2                |
| 2015-16          | シント・トロイデン | 25               | ジュピラー       | 22               | 0                | -                | -                | 0                | 0                | 22               | 0                |
| 2016-17          | シント・トロイデン | 25               | ジュピラー       | 6                | 0                | -                | -                | -                | -                | 6                | 0                |
| 日本             | 日本               | 日本             | 日本             | リーグ戦         | リーグ戦         | リーグ杯         | リーグ杯         | 天皇杯           | 天皇杯           | 期間通算         | 期間通算         |
| 2017             | 鳥栖               | 40               | J1               | 19               | 2                | 2                | 0                | 1                | 0                | 22               | 2                |
| 2018             | 鳥栖               | 40               | J1               | 30               | 4                | 1                | 1                | 4                | 1                | 35               | 6                |
| 2019             | 鳥栖               | 40               | J1               | 19               | 0                | 1                | 0                | 3                | 0                | 23               | 0                |
| 2020             | G大阪              | 11               | J1               | 11               | 1                | 0                | 0                | 0                | 0                | 11               | 1                |
| 2021             | G大阪              | 11               | J1               | 7                | 1                | 1                | 0                | 3                | 0                | 11               | 1                |
| 2022             | 鳥栖               | 10               | J1               | 26               | 2                | 2                | 0                | 0                | 0                | 28               | 2                |
| 2023             | 鳥栖               | 10               | J1               | 28               | 9                | 3                | 0                | 0                | 0                | 31               | 9                |
| 2024             | 新潟               | 99               | J1               | 24               | 4                | 5                | 1                | 1                | 0                | 30               | 5                |
| 通算             | 日本               | 日本             | J1               | 243              | 32               | 25               | 3                | 25               | 7                | 267              | 40               |
| 通算             | ベルギー           | ベルギー         | ジュピラー       | 47               | 1                | -                | -                | 2                | 1                | 49               | 2                |
| 総通算           | 総通算             | 総通算           | 総通算           | 290              | 33               | 25               | 3                | 27               | 8                | 316              | 42               |

※2010年は、ユース所属の2種登録
その他の公式戦
- 2013年
  - ベルギーリーグ プレーオフ 6試合0得点
- 2015年
  - ベルギーリーグ プレーオフ 8試合0得点
- 2016年
  - ベルギーリーグ プレーオフ 4試合0得点

| 国際大会個人成績 | 国際大会個人成績 | 国際大会個人成績 | 国際大会個人成績 | 国際大会個人成績 |
| 年度             | クラブ           | 背番号           | 出場             | 得点             |
| UEFA             | UEFA             | UEFA             | UEFA EL          | UEFA EL          |
| ---------------- | ---------------- | ---------------- | ---------------- | ---------------- |
| 2014-15          | リエージュ       | 14               | 3                | 0                |
| AFC              | AFC              | AFC              | ACL              | ACL              |
| 2021             | G大阪            | 11               | 3                | 0                |
| 通算             | UEFA             | UEFA             | 3                | 0                |
| 通算             | AFC              | AFC              | 3                | 0                |

その他の国際公式戦
- 2014年
  - UEFAチャンピオンズリーグ 2014-15予選プレーオフ 1試合0得点

出場歴
- Jリーグ初出場 - 2010年7月18日 J1第13節 vsサンフレッチェ広島（広島ビッグアーチ）
- 公式戦初得点 - 2010年9月5日 天皇杯2回戦 vsV・ファーレン長崎（ニッパツ三ツ沢球技場）
- Jリーグ初得点 - 2010年10月17日 J1第26節 vsヴィッセル神戸（日産スタジアム）
- ジュピラー・プロ・リーグ初出場 - 2013年1月25日 第24節 vsKVコルトレイク（スタッド・モーリス・デュフラン）
- ジュピラー・プロ・リーグ初得点 - 2014年12月27日 第22節 vsスポルティング・ロケレン（スタッド・モーリス・デュフラン）

## タイトル

### クラブ
横浜F・マリノスジュニアユース
- 日本クラブユースサッカー選手権 (U-15)大会：1回（2006年）

横浜F・マリノスユース
- 高円宮杯全日本ユースサッカー選手権 (U-18)大会：1回（2009年）
- Jリーグユース選手権大会：1回（2010年）

### 個人
- SBCカップ2010ドイツ / ラオプハイム・得点王（2010年）

## 代表歴
- 神奈川県選抜
  - 2008年 チャレンジ!おおいた国体少年サッカー競技
- 日本代表
  - 2007年 U-15日本代表候補
  - 2008年 U-16日本代表
  - 2009年 U-17日本代表
  - 2011年 U-22日本代表